# Vierzähnige Windelschnecke
Die Vierzähnige Windelschnecke (Vertigo geyeri) ist eine Schneckenart aus der Familie der Windelschnecken (Vertiginidae), die zur Unterordnung der Landlungenschnecken (Stylommatophora) gerechnet wird. Es handelt sich um eine sehr kleine Form, die nur knapp 2 mm groß wird.

## Merkmale
Das bauchig-eiförmige Gehäuse misst in der Länge nur 1,7 bis 1,9 mm und in der Breite 1,2 mm. Es sind bis 5 Windungen ausgebildet, die von tiefen Nähten voneinander abgesetzt sind. Die Mündung besitzt max. 4 kleine Vorsprünge (sog. „Zähne“) (ein parietaler, ein columellarer und zwei palatale), es können aber auch weniger Zähne sein. Die Farbe des Gehäuses ist rotbraun und die Oberfläche ist glänzend. Die Gehäuse sind bis auf eine schwache regelmäßige Anwachsstreifung fast glatt.

### Ähnliche Arten
Das Gehäuse ähnelt der Blanken Windelschnecke (Vertigo genesii). Deren Gehäuse ist etwas weniger konisch, und die Mündung ist zahnlos.

## Geographische Verbreitung und Lebensraum
Die Art ist vor allem in Skandinavien bis zum 64° Breitengrad verbreitet. In Irland gibt es ein größeres isoliertes Vorkommen. In England, Schottland und Wales sind nur sehr kleine Vorkommen bekannt. Im Süden reicht das Verbreitungsgebiet, meist in kleinen Vorkommen bis nach Norddeutschland, Süddeutschland, Tschechien, die Slowakei und in die alpinen Regionen Österreichs und der Schweiz, Ostfrankreichs (Franche-Comte, Hochsavoyen) im Osten bis nach Nordwestrussland hinein. Die Art wird als glaziale Reliktart interpretiert. Vor kurzem wurde die Art auch im Zentral-Altai gefunden.
Die Tiere leben am Rande von kalkreichen Mooren und Sümpfen. Sie bevorzugen pH-Werte zwischen 7 und 8 sowie möglichst konstante Wasserspiegel. Die Ufer sollten mit Binsen (Juncus) und Seggen (Carex) bestanden sein. Über die Lebensweise und Ernährung ist wenig bekannt.

## Taxonomie
Das Taxon wurde 1925 von Wilhelm Adolf Lindholm (auch Wassili Adolfowitsch Lindholm) als Unterart Vertigo genesii geyeri erstmals beschrieben. Manche Autoren untergliedern die Gattung Vertigo in zwei Untergattungen Vertigo (Vertigo) O. F. Müller, 1773 und Vertigo (Vertilla) Moquin-Tandon, 1856. In dieser Untergattungsgliederung wird die Vierzähnige Windelschnecke in die Gattung Vertigo (Vertilla) gestellt.

## Gefährdung
Die Vierzähnige Windelschnecke ist in Deutschland durch die Zerstörung ihres Lebensraumes stark gefährdet. Sie steht daher auf der „Roten Liste“ und wird als vom Aussterben bedroht (Gefährdungskategorie 1) eingestuft. Insgesamt gesehen stuft die IUCN die Art jedoch als nicht gefährdet ein. Der Populationstrend ist stabil.

## Belege